# Tremella aurantialba
Tremella aurantialba es un hongo gelatinoso comestible.  En China, se llama jīn'ěr (金耳; literalmente "oreja dorada"), y a veces se encuentra en el plato vegetariano llamado "delicia de Buda".